# Port-Soudan (roman)
Port-Soudan est un roman d'Olivier Rolin publié le 26 août 1994 aux éditions du Seuil et ayant reçu la même année le prix Femina.

## Résumé
Un Français exilé à Port-Soudan, où il vit de trafics divers, reçoit au début des années 1990 une lettre lui annonçant la mort d'un ancien camarade de Mai 68, devenu écrivain par la suite. Intrigué d'en avoir été informé, alors que le contact était rompu depuis longtemps, il revient à Paris pour rencontrer ceux que côtoyait le défunt lors de ses dernières années.

## Éditions
- Éditions du Seuil, 1994,  (ISBN 978-2020220989), 128 p.
- Éditions Points, 1996,  (ISBN 978-2020281324), 124 p.